# フレデリック・ウィレム・デクラーク
フレデリック・ウィレム・デクラーク（アフリカーンス語: Frederik Willem de Klerk [ˈfriədərək ˈvələm də ˈklɛrk]、1936年3月18日 - 2021年11月11日）は、南アフリカ共和国の政治家。
「デクラーク」は英語読みで、アフリカーンス語では「デクレルク」と発音する。
大統領（第7代）、副大統領（アパルトヘイト廃止後初代）、下院議員、国民党党首（第7代）を務める。アパルトヘイト体制の解体、アパルトヘイト関係法の廃止に大きな役割を果たした。2023年現在、サハラ砂漠以南のアフリカ大陸諸国で正式に大統領に就任した最後の白人である。

## 概要

### 生い立ち
国民党 (NP) の政治家で大統領を務めたこともあるヨハンネス・デクラークの息子として、ヨハネスブルグで生まれる。1958年にポッチェフストローム大学の法律科を卒業。

### 政界
弁護士を経て、1972年に国民党 (NP) の国会議員に選ばれ、父の後を継いで政界入りをする。1978年に郵政相として初入閣し、その後1982年に内相、NPの旧トランスバール州代表に選ばれた。1984年からは国民教育相、白人閣僚評議会議長を務めた。

### 大統領
1989年2月、大統領のピーター・ウィレム・ボータの後任としてNP党首に指名され、その後正式に大統領に選出された。
大統領に就任したデクラークは今までの国民党の方針を転換し、黒人達との交渉によって南アフリカの将来を決めていくといった現実的で柔軟な民主改革路線をとった。その政策方針により、アフリカ民族会議（ANC）やパン・アフリカニスト会議（PAC）、南アフリカ共産党（SACP）の非合法化を解除し、ANC指導者のネルソン・マンデラを釈放した。
1990年6月には非常事態宣言も解除して、1991年2月には、国会演説ですべてのアパルトヘイト法を廃止すると宣言し、6月には人口登録法、原住民土地法、集団地域法を廃止した。これによりアパルトヘイトが法律上なくなった。1993年、マンデラと共にノーベル平和賞を受賞した。

### 大統領退任後
1994年5月にマンデラ政権が発足すると副大統領に就任するが、1996年6月30日に副大統領を辞任し、連立から離脱。翌1997年9月には、国民党党首も辞任して政界から引退した。
2020年2月初旬には「アパルトヘイトは人道に対する罪ではなかった」「アパルトヘイトが人道に対する罪だという考えは、白人の南アフリカ人に汚名を着せるために仕組まれたものだ」と主張し批判を浴びた。17日に発言を撤回し、謝罪している。
晩年は中皮腫癌との闘病生活を送り、2021年11月11日、ケープタウンにある自宅で85歳で死去。シリル・ラマポーザ大統領は4日間喪に服し、半旗を掲揚するよう指示した。
死後、デクラークの財団から「最後のメッセージ」としてデクラークが7分間に渡って語る動画が公開された。動画内では、
と、アパルトヘイトへの反省と南アフリカの発展を願ったコメントを遺した。